# Requiem (album Bathoryja)
Requiem je sedmi studijski album švedskog ekstremnog metal sastava Bathory. Album je značajan po tome što na njemu nema tragova viking metal stila predstavljenog na prethodna tri albuma sastava te po tome što se usredotočuje na thrash metal stil koji podsjeća na mnogo grupa koje su inspirirale Bathory u doba njegova nastanka. Ovaj album označava povratak sastava nakon što je Quorthon pauzirao rad grupe kako bi snimio svoj istoimeni prvi solo album.

## Popis pjesama
Tekstovi i glazba: Quorthon. 
| 1.    | »Requiem«             | 5:00 |
| 2.    | »Crosstitution«       | 3:17 |
| 3.    | »Necroticus«          | 3:19 |
| 4.    | »War Machine«         | 3:19 |
| 5.    | »Blood and Soil«      | 3:35 |
| 6.    | »Pax Vobiscum«        | 4:13 |
| 7.    | »Suffocate«           | 3:36 |
| 8.    | »Distinguish to Kill« | 3:16 |
| 9.    | »Apocalypse«          | 3:50 |
| 33:25 |                       |      |

## Zasluge
Bathory
- Quorthon – vokali, gitara, produkcija, dizajn
- Kothaar – bas-gitara
- Vvornth – bubnjevi, udaraljke

Ostalo osoblje
- Rex Gisslén – snimanje